# Caloplaca cirrochroa
Caloplaca cirrochroa är en lavart som först beskrevs av Erik Acharius, och fick sitt nu gällande namn av Theodor 'Thore' Magnus Fries. Caloplaca cirrochroa ingår i släktet orangelavar och familjen Teloschistaceae.  Arten är reproducerande i Sverige. Inga underarter finns listade i Catalogue of Life.